# MV Colombo Express
Colombo Express es uno de los portacontenedores más grandes del mundo. Cuando fue lanzado en 2005, su propietario la reclamó como el barco portacontenedores más grande del mundo, un título que mantuvo hasta que se lanzó Emma Mærsk
Colombo Express este es propiedad de la compañía naviera alemana Hapag-Lloyd, y operada por su división Hapag-Lloyd Container Line. Su nombre proviene de Colombo, la ciudad más grande de Sri Lanka, que la compañía predecesora, North American Lloyd, solicitó por primera vez en 1886. Es la primera de las ocho embarcaciones propuestas de la clase Colombo Express, y solo es un poco más grande (aproximadamente 4%) que sus primos de la clase Savannah Express.
Colombo Express tiene una velocidad nominal es de 25.0 nudos (46.3 km / h). Construido en Corea del Sur por Hyundai Heavy Industries en 2004-2005.
Colombo Express opera desde el puerto de origen de Hamburgo, y viajará principalmente de Europa al sudeste de Asia y de vuelta en viajes de ida y vuelta de 56 días.

## Colisión con elMaersk Tanjong
El 29 de septiembre de 2014 Colombo Express estuvo involucrado en una colisión con MV Maersk Tanjong, sufrió una abolladura de 20 metros en su costado izquierdo y causó retrasos en el tránsito a través del Canal de Suez. Las imágenes del incidente fueron captadas en video por un espectador y publicadas en YouTube.